# Christoph Gottlob Weigel
Christoph Gottlob Weigel (* 18. Mai 1726 in Johanngeorgenstadt; † 26. Dezember 1794 in Leipzig) war ein deutscher Philologe und Hochschullehrer.

## Leben
Er stammte aus dem Erzgebirge aus der Johanngeorgenstädter Müllerfamilie Weigel und war der Sohn des dortigen Bürgers und Bäckers Johann Christian Weigel (1699–1745).
Am 3. September 1749 immatrikulierte er sich an der Philosophischen Fakultät der Universität Leipzig. Nach Abschluss des Studiums war er als vereidigter Dolmetscher der neugriechischen Sprache insbesondere auch für griechische Kaufleute im Kurfürstentum Sachsen tätig.
Weigel wurde 1778 Universitätsproklamator und Lektor der neugriechischen Sprache in Leipzig. Außerdem war er Kurator des Roten Collegiums und seit 1783 Auktionator für die Rostsche Kunsthandlung in Leipzig.
Er versteigerte u. a. im Auftrag des Dekans der Philosophischen Fakultät der Universität Leipzig die Sammlungen des Leipziger Ratsherren Johann Zacharias Richter, des Nürnberger Hofrates Johann Georg Friedrich von Hagen sowie des Übersetzers und Lektors Michael Huber.
Laut dem Handbuch der historischen Buchbestände in Deutschland hat Weigel während seiner 16-jährigen Dienstzeit als Universitätsproklamator jährlich etwa sechs Auktionen mit insgesamt 99 Nachlässen, inklusive den Bibliotheken von 42 Gelehrten und Wissenschaftlern, veranstaltet.

## Familie
Aus der 1764 geschlossenen Ehe mit Marie Christine geb. Seyferth (* 1740; † 23. März 1818 in Leipzig) gingen die Kinder Christoph Gottlob Weigel (* 1764), Gottlob Friedrich Weigel (* 1765), Carl Traugott Weigel (1766–1769), Carl Christian Leprecht Weigel (1769–1845), Johann August Gottlob Weigel (1773–1846) und Christiane Henriette Bodemer geb. Weigel (* 1776) hervor.